# Сан Пјетро а Маре (Сасари)
Сан Пјетро а Маре је насеље у Италији у округу Сасари, региону Сардинија.
Према процени из 2011. у насељу је живело 3 становника. Насеље се налази на надморској висини од 9 м.